# Subhadra
Subhadra (sanskrit : सुभद्रा) est une figure de la mythologie hindoue, connue pour être la sœur cadette des dieux Krishna et Balarama. Selon la tradition hindoues, c'était une princesse du clan Yadava, qui épousa Arjuna, l'un des frères Pandava, et eut un fils nommé Abhimanyu.
Subhadra fait partie de la triade de divinités vénérées au temple Jagannath à Puri, avec Krishna (sous le nom de Jagannatha ) et Balarama (ou Balabhadra). L'un des chars du Ratha Yatra annuel lui est dédié.

## Étymologie et autres noms
Le nom sanskrit Subhadrā est composé de deux mots : su et bhadrā . Le préfixe su dénote la bonté, tandis que bhadrā est traduit par fortune ou excellence. Le nom signifie « glorieux », « chanceux », « splendide » ou « de bon augure ». 
Subhadra est appelée Bhadrā (भद्रा), littéralement « chanceuse », lorsqu'elle est présentée à Arjuna dans le Mahabharata. Selon l'annexe du Mahabharata, l'Harivamsa, son nom de naissance était Citrā (चित्रा) qui signifie « brillant, clair, excellent ou coloré ».

## Légendes
Subhadra est née du chef Yadava Vasudeva et de sa femme Rohini, ce qui en fait la sœur de Balarama et la demi-sœur de Krishna. Selon l'épopée Mahabharata, elle était la fille préférée de Vasudeva. 

### Mariage
Le mariage de Subhadra avec Arjuna est raconté pour la première fois dans la section Subhadraharana Parva d'Adi Parva, le premier livre du Mahabharata. Différentes éditions de l'épopée contiennent différents récits de l'histoire. Les textes ultérieurs l'improvisent également et y apportent plus de détails.
Selon l'édition Chaturdhara du Mahabharata, Arjuna était au milieu d'un  pèlerinage auto-imposé, pour avoir rompu les termes de l'accord qu'il avait avec ses frères concernant le temps privé avec leur épouse commune Draupadi. Après avoir atteint la ville de Dvaraka et rencontré son cousin maternel Krishna, il a assisté à un festival organisé sur la montagne Raivata. Là, Arjuna a vu Subhadra et a été frappé par sa beauté et a souhaité l'épouser. Krishna a révélé qu'elle était l'enfant de Vasudeva et Rohini, ainsi que sa demi-sœur. Krishna a déclaré qu'il ne pouvait pas prédire la décision de Subhadra lors de son swayamvara (cérémonie de choix personnel) et a conseillé à Arjuna de s'enfuir avec Subhadra. Après avoir reçu l'accord sur une lettre envoyée à Yudhishthira pour obtenir la permission, Arjuna conduisit un char jusqu'aux collines et emmena Subhadra avec lui. Après que les gardes de Subhadra aient tenté en vain de les arrêter, les Yadavas, les Vrishnis et les Andhakas ont tenu une réunion pour discuter de la question. Après que Krishna les ait réconfortés, ils ont accepté et Arjuna a donc épousé Subhadra avec des rituels védiques. Une histoire similaire est incluse dans l'édition critique du Mahabharata, compilée par le Bhandarkar Oriental Research Institute.
L'édition Kumbhakonam (recension sud) du Mahabharata présente un récit distinct de l'enlèvement de Subhadra, s'écartant de la version Chaturdhara. Cette version transforme le récit en une histoire d'amour mutuelle, fournissant des détails supplémentaires sur les événements. Selon ce texte, lors de son pèlerinage, Arjuna atteignit Prabhasa, où il rencontra Gada, un chef Yadava. Gada a parlé à Arjuna de Subhadra, attisant le désir d'Arjuna de l'épouser. Dans la poursuite de cet objectif, Arjuna a adopté l'apparence d'un ascète en contemplation sous un arbre, dans l'espoir que Krishna faciliterait son mariage. Simultanément, à Dvaraka, Krishna, utilisant ses capacités divines, prit conscience de l'aspiration d'Arjuna et lui rendit visite à Prabhasa. Krishna a guidé Arjuna jusqu'à la montagne Raivataka, site d'un festival imminent pour les élites Yadavas. Pendant les festivités, Arjuna, accompagné de Krishna, tomba par hasard sur Subhadra et fut captivé par son allure. Krishna a suggéré l'enlèvement de Subhadra. Arjuna a accepté et a décidé d'attendre le moment opportun. Après le festival, Balarama a rencontré Arjuna déguisé et lui a adressé une invitation à résider dans le palais de Dvaraka en signe d'hospitalité. Subhadra a assumé le rôle de gardien de l'ascète, tandis qu'Arjuna, profondément amoureux, l'admirait ouvertement. Subhadra, en l'observant, reconnut la ressemblance avec Arjuna, telle que décrite précédemment par Gada et Krishna. Reconnaissant la réciprocité d'affection de Subhadra, Arjuna a révélé sa véritable identité. Un grand rituel dédié au dieu Shiva était prévu sur une île proche de Dvaraka, incitant les Yadavas, dirigés par Balarama, à partir pour le culte. Saisissant le moment opportun, Arjuna s'enfuit avec Subhadra .
Le Bhagavata Purana décrit le rôle de Subhadra dans le choix d'Arjuna. Il ajoute également que Balarama a choisi Duryodhana - l'un des Kauravas - comme époux de Subhadra sans obtenir son consentement. Sachant qu'après avoir appris la nouvelle de la fuite de Subhadra, Balarama mènerait une guerre contre Arjuna, Krishna a décidé qu'il serait le conducteur de char d'Arjuna. Arjuna prend Subhadra et avec Krishna, en remorque, ils partent. Après avoir appris que Subhadra s'est enfui avec Arjuna. Finalement, Balarama consent et célèbre le mariage de Subhadra avec Arjuna à Dvaraka .

### Vie conjugale
Arjuna, au retour de son exil à Indraprastha — la capitale des Pandavas — avec Subhadra, reçut un accueil chaleureux. S'enquérant de sa première épouse Draupadi, ses frères ont révélé la réticence de Draupadi à rencontrer qui que ce soit en raison de sa colère. Arjuna, dans une tentative de réconciliation, présenta Subhadra à Draupadi déguisé en simple bouvier. Subhadra, se présentant comme une vachère et sœur cadette de Krishna, a confié ses affaires à Draupadi, s'exprimant comme sa servante. Ce geste a cultivé la confiance et l'affection, incitant Subhadra à déclarer humblement sa réticence à remplacer Draupadi. Touché par cette démonstration d'amour, Draupadi a embrassé Subhadra, l'embrassant comme une sœur cadette et la reconnaissant comme l'épouse d'Arjuna.
Subhadra est restée avec Arjuna à Indraprastha où elle a donné naissance à Abhimanyu. Après que les Pandavas aient été contraints de passer treize ans en exil par les Kauravas, Subhadra et Abhimanyu ont se sont installés à Dvarka. Après la fin de la période d'exil, Subhadra s'est rendue à la cérémonie de mariage d'Abhimanyu qui a eu lieu dans la ville d' Upaplavya . Quand Abhimanyu a péri dans la guerre de Kurukshetra, Subhadra a déploré sa mort. Après la guerre, elle était présente à l'Ashvamedha Yajna organisé par Yudhishthira.

### Vie tardive
Après que Parikshit soit assis sur le trône, en partant pour le paradis, Yudhishthira a confié la responsabilité de maintenir en harmonie les royaumes d'Hastinapura gouvernés par son petit-fils et d'Indraprastha gouvernés par Vajranabha, arrière-petit-fils de son frère Krishna. Il n'y a aucune mention spécifique dans l'épopée sur la façon et le moment où elle est morte, mais on pense qu'après que les Pandavas et Draupadi aient atteint le paradis, Subhadra et sa belle-fille (Uttarā) sont allées dans la forêt pour y passer le reste de leur vie. comme des ermites.

## En tant que déesse

### Association avec Ekanamsha ou Yogamaya

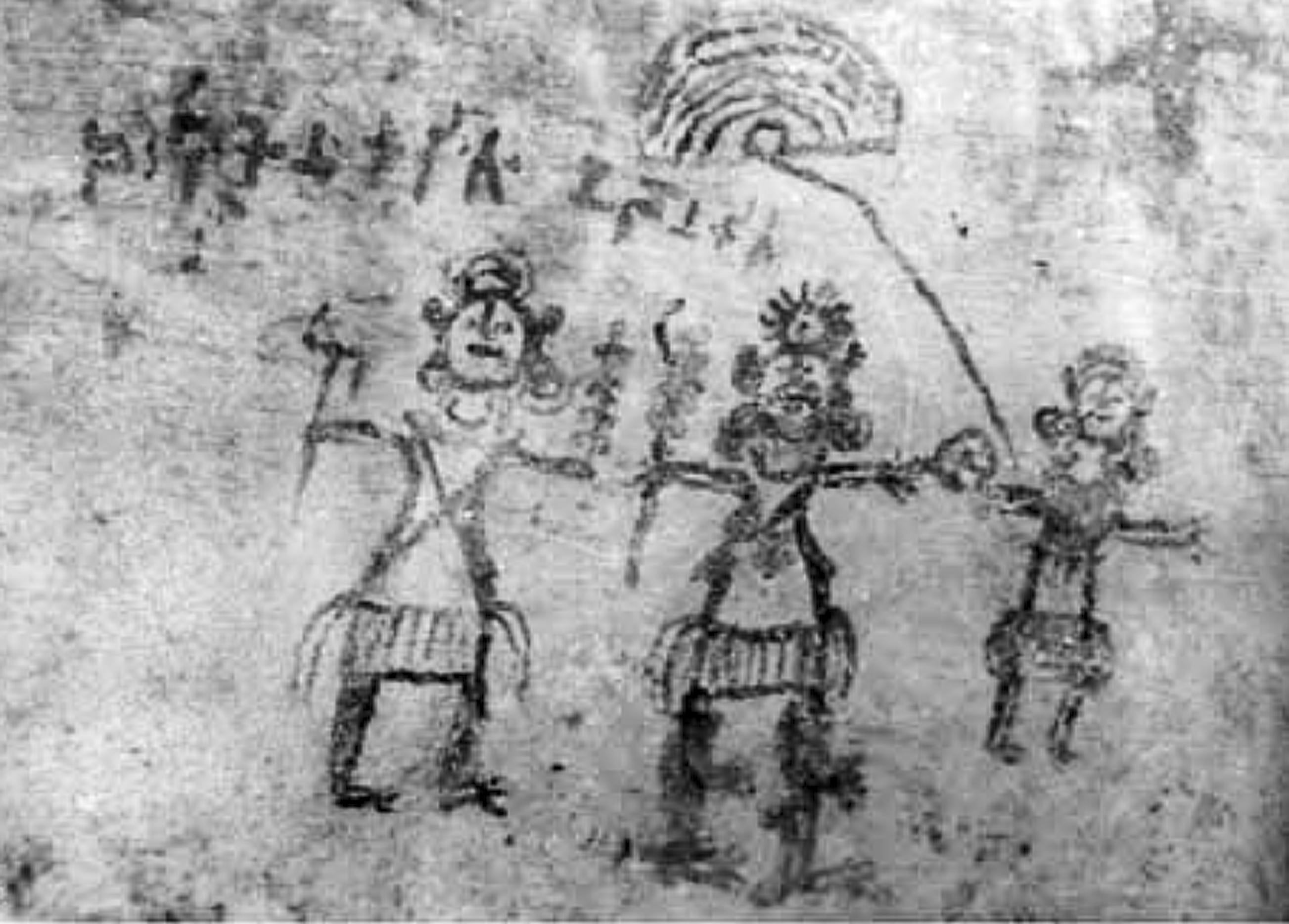
Balarama, Vāsudeva et la déesse Ekanamsha représentés dans une peinture rupestre à Tikla, 3e-2e siècle avant notre ère.

Subhadra est associée à la déesse Ekanamsha ou Yogmaya, deux formes de la déesse primordiale Shakti. Les images Kushana de Mathura du IIe siècle de notre ère représentent une triade de divinités : deux dieux flanquant une déesse. Des représentations comparables du IXe siècle à Etah et Ellora reflètent cette composition. Ceci est identifié comme la triade Vrishni, comprenant Samkarshana (Balarâma), Ekanamsha et Vāsudeva (Krishna). Ici, Ekanamsha est une ancienne déesse vénérée par le peuple Vrishni et est identifiée à Subhadra ; plus tard, cette triade devient populaire dans la secte Jagannath .
Dans la vie de Krishna, Yogamaya joue le rôle de facilitatrice de sa naissance terrestre et de gardienne. Elle naît en tant que fille du vacher Nanda et de Yashoda, après quoi sa place est échangée avec Krishna pour protéger ce dernier du tyran Kamsa. Après avoir averti Kamsa de sa mort imminente, Yogamaya disparaît.
Selon Devdutt Pattanaik, les écritures ne précisent pas si Yogmaya devient Subhadra après avoir rempli son rôle, mais le nom « Yogamaya » est synonyme de Subhadra à Puri (région de l'Odisha), où elle est vénérée. Le professeur Lavanya Vemsani estime que la seule façon de comprendre le lien de Subhadra avec les déesses est de la considérer comme la réincarnation d'Ekanamsha, qui à son tour est la manifestation terrestre de Yogmaya. Selon elle, Yogamaya descend sur Terre sous le nom d'Ekanamsha, la fille de Nanda et Yashoda, et se réincarne plus tard sous le nom de Subhadra.

### Culte

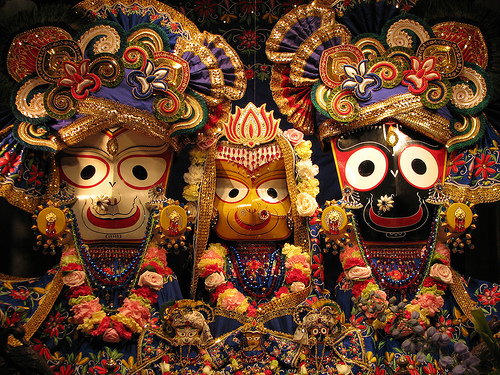
Subhadra au milieu avec ses frères Balabhadra (Balarama) et Jagannath (Krishna)

Subhadra est l'une des trois divinités vénérées au temple Jagannath à Puri, avec Krishna (sous le nom de Jagannatha ) et Balarama (ou Balabhadra). L'idole de Subhadra est une souche de bois sculptée et décorée avec de grands yeux ronds et un visage symétrique de couleur jaune, contrastant avec le teint noir de Jagannath et le teint blanc de Balabhadra. Elle est parée de vêtements rouges et noirs et présente des éléments iconographiques similaires à ceux de la déesse Bhubaneswari qui comprend un lasso (pacha) et un aiguillon éléphant (ankusha). L'un des chars du Ratha Yatra annuel lui est dédié et s'appelle Dwarpadalana, symbolisant la destruction du mal. En dehors de cela, on pense également qu'elle est vénérée par certaines communautés d'Odisha, du Bengale occidental, du Gujarat et du Bangladesh.

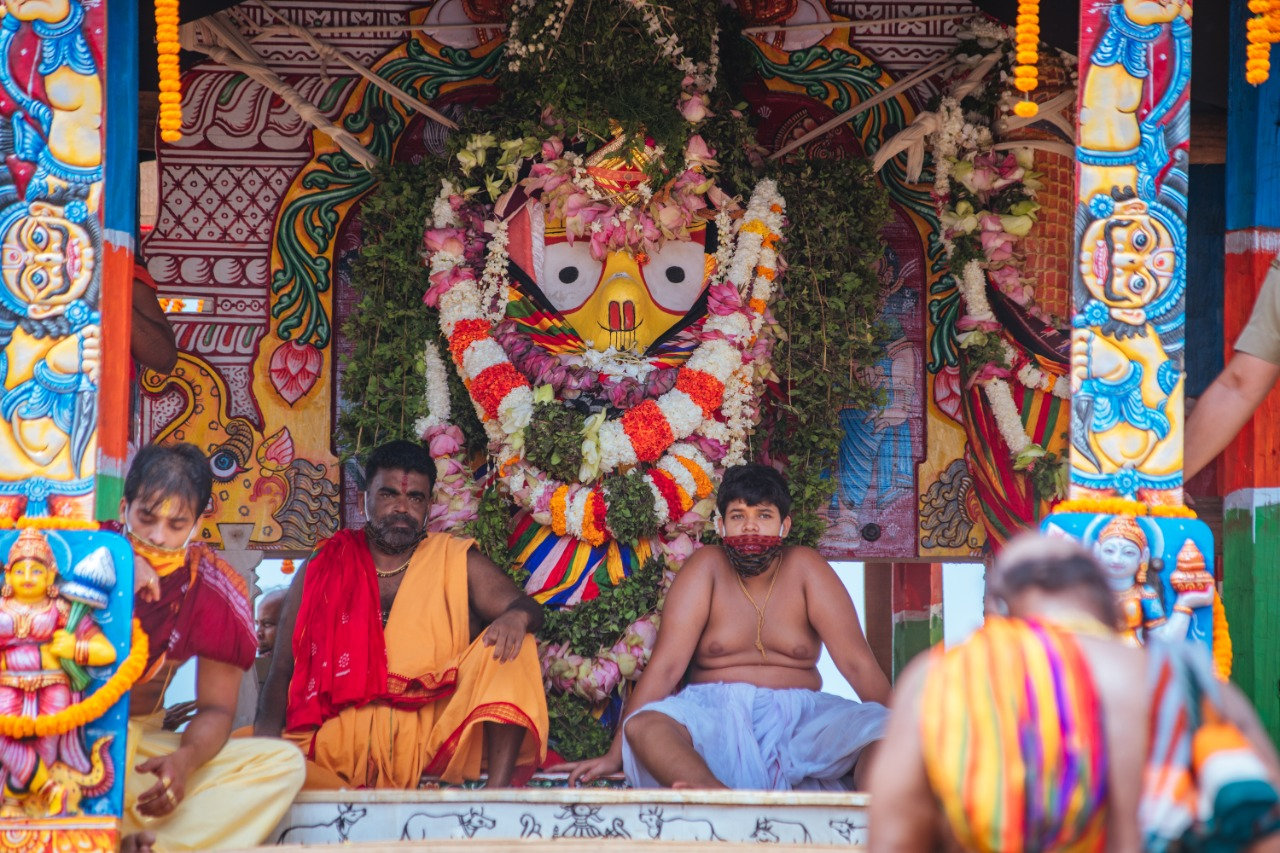
Subhadra (dans le temple Jagannath, Puri)

Il y a un village appelé Bhadrajun dans la partie occidentale du Rajasthan où Subhadra est vénéré comme Dhumda mata depuis l'époque du Mahabharata. On pense qu'après s'être enfui avec son amant Arjuna et un voyage épuisant de trois jours, le couple s'est marié ici.
Dans certains textes comme le Brahma Purana et le Garga Samhita, Subhadra est mentionné sous le nom de Devi Shatarupa, Arjuna étant Svayambhuva Manu. Elle est également vénérée sous le nom de Mata Bhuvaneshvari dans certaines sectes. En dehors de cela, Subhadra est parfois liée à la déesse Lakshmi par certains Vaishnavas.

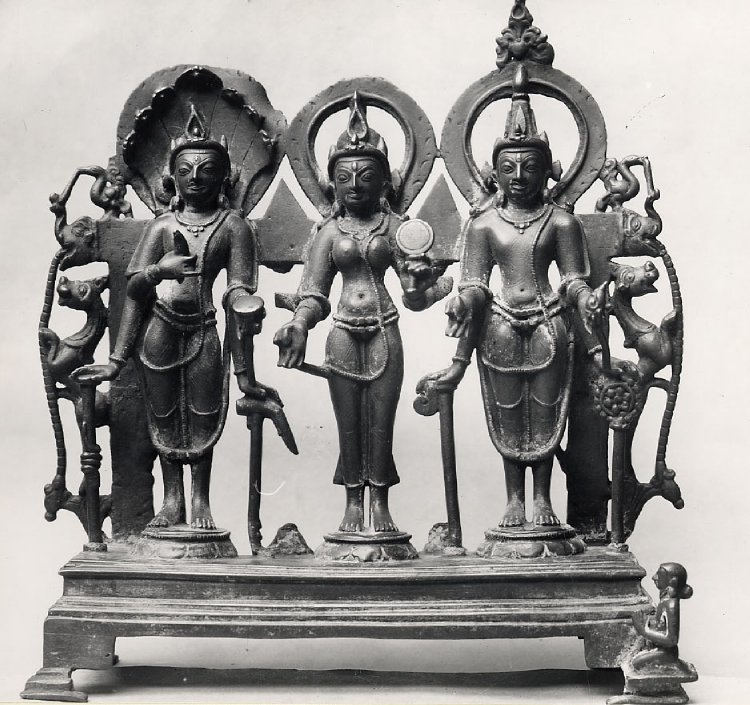
Idoles Balarama, Lakshmi (Subhadra), Vasudev (Krishna, Jagannath) au début du XIe siècle

## Dans la culture populaire
- Dans la série Mahabharat (1988) de BR Chopra, Subhadra a été interprété par Aloka Mukherjee.
- Dans la série télévisée hindi Krishna, Subhadra a été interprétée par Sonia Kapoor.
- Dans la série Mahabharat (2013) de Star Plus, Subhadra a été interprété par Veebha Anand.
- Dans la série populaire RadhaKrishn de Star Bharat, Subhadra est interprété par Aanchal Goswami[17].